# Mei Kotake
Mei Kotake (japonsky: 小武 芽生; * 18. května 1997 Sapporo) je japonská reprezentantka ve sportovním lezení, akademická mistryně světa a juniorská vicemistryně Asie v lezení na obtížnost. V roce 2017 získala na mistrovství Asie v Teheránu bronz. V sezóně 2019/2020 se věnovala také ledolezení a získala bronzovou medaili na Mistrovství Asie.

## Výkony a ocenění
- 2011: juniorská vicemistryně Asie v kategorii B v lezení na obtížnost
- 2017: bronz na mistrovství Asie v boulderingu
- 2017: semifinalistka závodů světového poháru, celkově 27. a 11. místo, bronz z mistrovství Asie
- 2018: akademická mistryně světa, finalistka mistrovství světa, bronz z mistrovství Asie
- 2020: bronz na mistrovství Asie v ledolezení na obtížnost

### Závodní výsledky
Sportovní lezení
| Mistrovství světa | Mistrovství světa |
| Rok               | 2018              |
| ----------------- | ----------------- |
| Obtížnost         | 4                 |
| Rychlost          | 59                |
| Bouldering        | 25                |

| Světový pohár | Světový pohár | Světový pohár | Světový pohár | Světový pohár        | Světový pohár          |
| Rok           | 2013          | 2014          | 2016          | 2017                 | 2018                   |
| ------------- | ------------- | ------------- | ------------- | -------------------- | ---------------------- |
| Obtížnost     | —             | —             | 37-38         | 27                   | 5                      |
| jednotlivě*   | —             | —             | ,18,26,       | ,12,11,21,           | ,5,13,9,16,5,7,        |
|               |               |               |               |                      |                        |
| Rychlost      | —             | —             | —             | —                    | 0                      |
| jednotlivě*   | —             | —             | —             | —                    | ,50,47,39,62,          |
|               |               |               |               |                      |                        |
| Bouldering    | 0             | 46-49         | 20            | 11                   | 21                     |
| jednotlivě*   | ,41,45,       | ,29,20,23,    | ,18,14,4,17,  | ,49,7,13,20,6,20,14, | ,11,16,29,11,25,37,35, |
|               |               |               |               |                      |                        |
| Kombinace     | —             | —             | 8             | 22                   |                        |

* poznámka: nalevo jsou poslední závody v roce
| Mistrovství Asie | Mistrovství Asie | Mistrovství Asie | Mistrovství Asie |
| Rok              | 2016             | 2017             | 2018             |
| ---------------- | ---------------- | ---------------- | ---------------- |
| Obtížnost        | 5                | 3                | 3                |
| Rychlost         | —                | 23               | 33               |
| Bouldering       | 6                | 7                | 8                |

| Akademické mistrovství světa | Akademické mistrovství světa |
| Rok                          | 2018                         |
| ---------------------------- | ---------------------------- |
| Obtížnost                    | 1                            |

| Mistrovství světa juniorů | Mistrovství světa juniorů | Mistrovství světa juniorů |
| Rok                       | 2013 kat. A               | 2016 juniorky             |
| ------------------------- | ------------------------- | ------------------------- |
| Obtížnost                 | 9                         | —                         |
| Bouldering                | —                         | 12                        |

| Mistrovství Asie juniorů | Mistrovství Asie juniorů |
| Rok                      | 2011 kat. B              |
| ------------------------ | ------------------------ |
| Obtížnost                | 2                        |

Ledolezení
| Světový pohár | Světový pohár |
| Rok           | 2019/2020     |
| ------------- | ------------- |
| Obtížnost     | 8             |
| jednotlivě*   | 12,7,14       |

* poznámka: nalevo jsou poslední závody v roce
| Mistrovství Asie | Mistrovství Asie |
| Rok              | 2020             |
| ---------------- | ---------------- |
| Obtížnost        | 3                |